# Épigraphe (mathématiques)

Représentation d'une portion de l’épigraphe d'une fonction f(x) (en vert).

Pour les articles homonymes, voir Épigraphe.
Soit {\displaystyle f} une fonction définie sur un ensemble {\displaystyle \mathbb {E} } à valeurs dans la droite réelle achevée {\displaystyle {\overline {\mathbb {R} }}=\mathbb {R} \cup \{-\infty ,+\infty \}}. L'épigraphe de {\displaystyle f} est l'ensemble noté {\displaystyle \operatorname {epi} \,f} et défini par
Il s'agit donc de l'ensemble des points de l'ensemble produit {\displaystyle \mathbb {E} \times \mathbb {R} } qui sont situés au-dessus du graphe de {\displaystyle f} (épi venant du grec ancien et signifiant sur, au-dessus).
L'épigraphe strict de {\displaystyle f} est l'ensemble noté {\displaystyle \operatorname {epi} _{s}\,f} et défini par
{\displaystyle \operatorname {epi} _{s}\,f:=\{(x,\alpha )\in \mathbb {E} \times \mathbb {R} :f(x)<\alpha \}.}

## Exemples d'utilisation
L'épigraphe permet de transférer aux fonctions des notions définies pour les ensembles. En voici deux exemples.
- Si {\displaystyle \mathbb {E} } est un espace topologique, on démontre qu'une application {\displaystyle f:\mathbb {E} \to {\overline {\mathbb {R} }}} est semi-continue inférieurement si et seulement si son épigraphe est un fermé de l'espace topologique produit {\displaystyle \mathbb {E} \times \mathbb {R} }. En analyse convexe, une telle application est dite fermée[1].
- Si {\displaystyle \mathbb {E} } est un espace vectoriel réel, on dit[2] que {\displaystyle f:\mathbb {E} \to {\overline {\mathbb {R} }}} est convexe si son épigraphe est un convexe de l'espace vectoriel produit {\displaystyle \mathbb {E} \times \mathbb {R} }.